# Yves Ducharme
 (avril 2017).
Si vous disposez d'ouvrages ou d'articles de référence ou si vous connaissez des sites web de qualité traitant du thème abordé ici, merci de compléter l'article en donnant les références utiles à sa vérifiabilité et en les liant à la section « Notes et références ».
 (avril 2024).
Pour les articles homonymes, voir Ducharme.
Yves Ducharme, né le 29 mai 1958 à Montréal, est un homme politique québécois. Il est maire de Hull de 1992 à 2001, puis maire de Gatineau de 2002 à 2005, à la suite de la fusion municipale des villes de Hull, Gatineau, Aylmer, Buckingham et Masson-Angers.

## Biographie

### Études et parcours professionnel
Il détient une licence en droit de l’Université d’Ottawa et est membre du Barreau du Québec depuis novembre 1984. Il exerce la profession d’avocat pendant huit années.

### Mairie de Hull et de Gatineau
Yves Ducharme occupe les fonctions de maire de Hull de 992 à 2001. Dans le contexte de la contexte de la fusion municipale des municipalités de Aylmer, Buckingham, Hull, Gatineau et Masson-Angers, il défait le maire sortant de Gatineau, Robert Labine, aux élections municipales de 2001.
Au cours de ses années de vie politique, il est appelé à siéger sur de nombreux conseils d’administration, dont celui du Centre national des arts et de la Fédération canadienne des municipalités. En juin 2003, il est élu président de la Fédération canadienne des municipalités. À titre de président, il a le principal mandat de mener la campagne « Comblons l’écart » qui vise à permettre aux municipalités canadiennes de toucher de nouvelle source de revenu provenant entre autres d’une partie de la taxe d’accise sur l’essence et de l’exemption du paiement de la taxe sur les produits et services. Les succès remportés au cours de ce mandat lui valent d’être inscrit au tableau d’honneur de la Fédération. De juin 2000 à 2005, il occupe également le poste de conseiller spécial au centre des Nations unies pour les établissements Humains à Nairobi. Il est de plus appelé à siéger à titre de vice-président pour l’Amérique du Nord, de l’Association mondiale citée et gouvernements locaux unis.
Il est défait par Marc Bureau lors des élections municipales de 2005.

### Après la mairie
Après son passage à la mairie, il occupe le poste de directeur, Affaires réglementaires et Liaison, à l’Administration canadienne de la sûreté du transport aérien. Il est ensuite directeur du développement commercial et lobbyiste de l'entreprise Brigil à Gatineau.

### Retour en politique
Le 27 mars 2024, il annonce qu'il réfléchit à l'idée de se présenter comme candidat à la mairie aux élections municipales partielles de Gatineau. Il démissionne ensuite de ses fonctions au sein de l'entreprise Brigil avant d'annoncer officiellement le 15 avril qu'il se lance dans la course.

## Distinctions
- Médaille de l’Ordre de l'Aigle aztèque (2006)[4].

## Résultats électoraux
| | Action Gatineau                           | Maude Marquis-Bissonnette                 | 27 817  | 41,68 | 4,03 | $85 881.58 |  |
| | Indépendant                               | Yves Ducharme                             | 20 628  | 30,91 | —    | $77 670.15 |  |
| | Indépendante                              | Olive Kamanyana                           | 7 249   | 10,86 | —    | $71 819.69 |  |
| | Indépendant                               | Daniel Feeny                              | 6 533   | 9,79  | —    | $26 187.70 |  |
| | Indépendant                               | Stéphane Bisson                           | 3 574   | 5,36  | —    | $27 090.54 |  |
| | Indépendant                               | Rémi Bergeron                             | 499     | 0,75  | 0,30 | $0.00      |  |
| | Indépendant                               | Mathieu Saint-Jean                        | 435     | 0,65  | —    | $463.31    |  |
| |                                           |                                           |         |       |      |            |  |
| Bulletins valides | Bulletins valides                         | Bulletins valides                         | 66 735  | 99,43 |      |            |  |
| Bulletins rejetés, non marqués et refusés | Bulletins rejetés, non marqués et refusés | Bulletins rejetés, non marqués et refusés | 380     | 0,57  | 0,18 |            |  |
| Taux de participation | Taux de participation                     | Taux de participation                     | 67 115  | 33,06 | 2,05 |            |  |
| Nombre total d'électeurs admissibles | Nombre total d'électeurs admissibles      | Nombre total d'électeurs admissibles      | 203 032 |       |      |            |  |
| Note : Les couleurs attribuées à chacun des candidats, sauf s'ils sont affiliés à un parti, sont basées sur la couleur dominante utilisée dans leur matériel de campagne (affiches, documentation, etc.) ou dans les graphiques de sondage, et servent à les différencier visuellement. |                                           |                                           |         |       |      |            |  |
| Sources : Ville de Gatineau |                                           |                                           |         |       |      |            |  |